# 黑風姥姥再現
〈黑風姥姥再現〉（英語：Something Big）是《探險活寶》第六季的第10集。在卡通頻道2014年7月3日播出。本集以阿寶和老皮為主角。在這一集裡，黑風姥姥召喚達倫，命令他攻擊糖果王國，這樣她可用人民的感傷和關懷轉為力量。麥根啤酒犧牲自己拖延達倫與黑風姥姥，此時阿寶帶古代靈異雙頭戰象還擊。擊敗黑風姥姥及達倫及之後，阿寶決定不對大象發號施令，反而讓他自由，他不漫遊。他最終幫助黑風姥姥在昏迷中復甦。